# HTTP File Server
Pour les articles homonymes, voir HFS (homonymie).
Le logiciel HTTP File Server, autrement appelé HFS, est un serveur web sous licence libre spécialement conçu pour la publication et le partage de fichiers à l'aide du protocole HTTP. Il est distribué gratuitement et son code source est ouvert. Le jeu de caractéristiques complet diffère des autres serveurs web; Il manque de fonctionnalités normalisées, comme CGI, ou même la capacité de s'exécuter en tant que service Windows, mais comprend, par exemple, le comptage des téléchargements de fichiers. Il est même conseillé de ne pas l'utiliser comme serveur Web ordinaire.

## Caractéristiques
HFS est un petit serveur de fichiers HTTP, destiné principalement à partager des fichiers à télécharger. La présentation officielle qui décrit HFS peut être traduite comme suit :

« HFS est un logiciel de partage de fichiers qui vous permet d'envoyer et de recevoir des fichiers. Vous pouvez partager des fichiers avec l'ensemble de la planète ou limiter ce partage à quelques amis. »

« HFS est différent du partage de fichiers classique car il ne fonctionne pas sur un réseau de transport ou port dédié. HFS est un serveur web qui utilise les standards du web (promulgués par le W3C) afin d'être compatible avec le plus grand nombre des terminaux actuels. »

« Puisqu'il s'agit en fait d'un serveur web, vos amis peuvent télécharger des fichiers comme s'ils le téléchargeaient à partir d'un site web classique à l'aide de leur navigateur web, comme Mozilla Firefox ou Internet Explorer. Vos utilisateurs ne doivent pas installer de nouveau logiciel. »

« HFS vous permet de partager vos fichiers. La plupart des serveurs web sont utilisés pour publier un site web, mais HFS n'est pas conçu pour le faire. Vous êtes toutefois libre de l'utiliser de la manière que vous le souhaitez, mais à vos risques et périls. »

À partir de la dernière version bêta 2.3, HFS inclut son propre langage de script propriétaire connu sous le nom de « macro », qui peut être utilisé pour étendre les fonctionnalités du programme. Les scripts peuvent être utilisés dans une variété de méthodes, y compris les gestionnaires d'événements et directement sur les pages Web. Les macros peuvent même être écrites pour contourner le système de compte du programme avec un système personnalisé. HFS peut être utilisé comme un serveur web typique, mais il n'est pas facile à maintenir et nécessite une variété de méthodes de programmation non conventionnelles (version 2.3 seulement), en raison de son manque de support pour PHP et CGI.